# Torre de guaita de Tous
La Torre de vigilància de Tous és un bé d'interès cultural que es troba al terme municipal de Tous, a la comarca de la Ribera Alta (Província de València). El seu codi és 46.20.246-003 i la seva inscripció es deu a una declaració genèrica que afecta totes les edificacions del seu tipus.
La torre està situada a uns dos-cents metres del castell. Es tracta d'una edificació de planta quadrangular irregular, que produeix una sensació òptica de triangular, efecte utilitzat per repel·lir els atacs bèl·lics. Un terratrèmol que la va esquinçar de dalt a baix en un dels seus costats.